# Yermis
Yermis es un juego tradicional Colombiano normalmente jugado en parques, calles y zonas verdes de las diferentes ciudades del país. Originario de San Andrés y Providencia.

## Reglas
Las reglas son:
- Se juega entre dos equipos sin límite de personas, normalmente entre 5 y 10 jugadores por equipo.
- Al equipo que este ponchando (a la ofensiva) no se le vale caminar con la pelota, solo pueden hacer pases entre los jugadores de su mismo equipo.
- Un jugador a la defensiva que reciba un golpe de la bola queda eliminado y debe abandonar el campo de juego.
- Si un jugador del equipo que está ponchando se sitúa a la espalda de uno de sus contrincantes, este último no podrá correr más porque quedará "cubierto"; entonces utilizará un bate para detener el pelotazo.
- Se usa una pelota generalmente de caucho que quepa en la mano o una pelota de tenis.
- El equipo que está a la defensiva porta bates o palos, usados para el despeje de los posibles lanzamientos del equipo contrario, que intenta ponchar a sus rivales.

Hay una torre de aproximadamente 15 tapas de gaseosa que es el eje principal del juego, cada punto nuevo comienza con esta torre armada.
Al comenzar el juego el equipo que está a la ofensiva lanza o rueda la pelota contra la torre de tapas, si no se desarma la torre en los lanzamientos de cada jugador se cambia de turno. Si la torre es desarmada el equipo a la ofensiva intenta ponchar a los rivales con la pelota de tenis quienes no deben dejarse ponchar del otro equipo, mientras que al mismo tiempo intentan armar nuevamente la torre de tapas, si lo logran antes de ser ponchados gritan yermis, todos los integrantes del equipo se anotan un punto y no se cambia de turno. Pero si no logran armar la torre de tapas y son ponchados se cambia de turno, es decir, el otro equipo comienza lanzando la pelota contra la torre de tapas.
Las reglas del juego varían de acuerdo al barrio, zona, colegio o simplemente de acuerdo a quien presente el juego a quienes lo van a jugar, algunas reglas que pueden o no aplicar son:
- El equipo que se encuentra a la ofensiva (ponchadores) puede intentar derribar con la pelota la torre de tapas en cualquier momento si el equipo que arma (defensiva) ha iniciado el proceso de armar la torre y no ha terminado o no ha cantado Yermis, en ese caso se establece una "base", es decir una zona alrededor de la torre de latas a la que no pueden entrar los ponchadores (ofensiva) y es de uso exclusivo de los que están armando (defensiva).
- Una vez el equipo que arma ha iniciado la construcción de la torre de latas no puede ajustarla, corregirla o tocar las latas que ha puesto, debe limitarse a poner latas en la parte superior y si la torre se cae por fallas en el armado antes de cantar Yermis debe empezar de nuevo (de igual forma si esta es derribada con la bola por los ponchadores).
- Si el equipo que arma canta Yermis y no están en la torre la totalidad de las latas el punto será para el equipo que estaba ponchando.
- En algunos lugares en el centro de Colombia, el juego se realiza sin bates en el equipo defensivo, lo cual obliga al equipo a dar avisos a quien se encuentra armando de la presencia de ponchadores con pelota para emprender la huida.
- Si el equipo a la defensiva es ponchado en su totalidad antes de armar la torre, no gana punto y se vuelve a iniciar con la torre armada.
- Bate quemado significa la eliminación del equipo de bates y intercambio de ponchadores a bateadores

## Bola negra
Una de las reglas adicionadas en la evolución de este divertido juego, es la bola negra. Sucede cuando luego de que un jugador del equipo a la defensiva (que intentando armar el yermis) despeja con el bate o palo la bola muy lejos en un área que acuerdan previamente ambos equipos. Cuando esto sucede, el juego se detiene y no se puede continuar armando el yermis, sino hasta cuando los jugadores y la bola vuelvan al terreno de juego.